# Emerson Ferreira da Rosa
Émerson Ferreira da Rosa zkráceně jen Émerson (* 4. dubna 1976, Pelotas, Brazílie), je bývalý brazilský fotbalista, který hrál na postu záložníka. Na svém kontě má několik desítek startů za brazilskou reprezentaci. Svou kariéru zakončil v brazilském klubu Santos FC.

## Klubová kariéra

### Grêmio
Do světa velkého fotbalu jej uvedlo Grêmio, se kterým roku 1995 vyhrál Copa Libertadores, roku 1996 vyhrál soutěž Recopa Sudamericana a Brasileirão (nejvyšší brazilskou ligu) a rok poté Copa do Brasil (brazilský domácí pohár). Poprvé ho trénoval Luiz Felipe Scolari, který Émersona později povolával do reprezentace. Na začátku kariéry jej postihlo vážné zranění kolena, které překonal.

### Bayer Leverkusen
V roce 1997 opustil Brazílii a zamířil do německého klubu Bayer Leverkusen, kde posléze strávil tři roky. Leverkusen se držel na špici Bundesligy, ale první mistrovský titul nevybojoval. V ročníku 1997/98 skončil tým třetí, následně dvakrát za sebou druhý. Svoji první sezonu v klubu poprvé zažil atmosféru Ligy mistrů. Jeho góly sehrály důležitou roli při postupu ze skupiny F. Ve třetím zápase na hřišti Sportingu v 82. minutě pojistil výhru 2:0, poté co se v 70. minutě trefil jeho parťák ze středu pole Stefan Beinlich.
Další zápas, tentokráte se Sportingem doma, přispěl k výhře 4:1 dokonce dvěma góly.
A v pátém zápase na půdě belgického Lierse SK otevřel skóre, výhru 2:0 poté pojistil Ulf Kirsten.
Kvůli kartám nemohl nastoupit do klíčového zápasu s AS Monaco, který Leverkusen zvládl na k postupu dostačující remízu 2:2.
Ve čtvrtfinále ale Leverkusen nestačil na pozdějšího vítěze Real Madrid. Émerson si po dobu působení udržel místo v základní sestavě a ve třetí sezoně byl vyhlášen nejlepším hráčem ligy. Během léta v roce 2000 si jeho služby zajistil italský klub AS Řím, který za Émersona zaplatil 11 milionů liber.

### AS Řím
Émerson ve středu pole předváděl kvalitní výkony, které římskému celku pomohly získat mistrovský titul v ročníku 2000/01.
I další sezonu pokračoval ve stabilních výkonech, které ale Římu nakonec nestačily na obhajobu, o pouhý bod udržel první příčku Juventus. Zasloužil si ale nominaci na MS 2002.
Za římský klub hrál další dvě sezony, kdy tým skončil osmý (2002/03) a druhý (2003/04). V roce 2003 o jeho služby projevila zájem londýnská Chelsea, do které v té době zrovna vstoupil ruský miliardář Roman Abramovič. Avšak Řím nabídku 17,5 milionu liber odmítl a sám Emerson upřednostňoval setrvání v Itálii.
Další léto už ale Émerson římský celek opustil a spolu s trenérem Capellem odešel do Juventusu, římskému rivalovi.

### Juventus
V ročníku 2004/05 jej Capello tradičně využíval jako defenzivního záložníka vedle Blasiho či Appiaha, případně Tacchinardiho. Zálohu zpravidla doplňovali krajní záložníci Nedvěd s Camoranesim. Ve 33 utkáních Serie A se trefil dvakrát, a to do sítě Cagliari a Sieny. Juventus obhájil mistrovský titul. Na Émersona bylo spolehnutí také v rámci Ligy mistrů, kde Juventus postoupil ze skupiny bez prohry a s jedinou remízou. V prvním zápase osmifinále hrála Stará dáma na půdě Bílého baletu a prohrála 0:1. Juventus doma vyhrál 2:0 v prodloužení a postoupil dále.
Ve čtvrtfinále ale Juventus nestačil na Liverpool, jenž později soutěž vyhrál.
Další ročník 2005/06 Juventus znovu obhájil titul. Émerson odehrál 34 zápasů Serie A a vstřelil 2 góly. Juventus se dostal do osmifinále Ligy mistrů, kde narazil na německý klub Werder Brémy. V Brémách mužstvo nestačilo na domácí a prohrálo 2:3. Doma se Juventus zmátořil a na brzkou branku Micouda odpověděl v 65. minutě Trézéguet a v 88. minutě po chybě gólmana Wieseho samotný Émerson, který si v zápase připsal několik střeleckých pokusů do statistik. Díky pravidlu venkovních gólů postupoval Juventus.

Ve čtvrtfinále se Émerson a jeho pravidelný spoluhráč ze zálohy Patrick Vieira postavili Vieirově bývalému týmu, Arsenalu. Émerson ani Vieira se nedokázali bránit proti záloze soupeře, potíže jim působil především 19letý talent Cesc Fabregas.
Juventus zaslouženě podlehl 0:2, do odvety navíc tým nastupoval bez vykartovaného Vieiry.
Doma Juventus pouze remizoval 0:0 a znovu zakončil cestu Ligou mistrů ve čtvrtfinále.
Émerson strávil v Juventusu dvě sezony než odešel do španělského Realu.
Ten za něj a za obránce Cannavara zaplatil přibližně 20 milionů eur. Rovněž trenér Capello přijal post trenéra v Realu. Důvodem odchodu byla aféra známá jako Calciopoli, kdy byl Juventus za ovlivňování zápasů přeřazen do druhé ligy – Serie B.
Většina hvězd včetně Émersona odešla.

### Real Madrid
Když kouč Capello, záložník Émerson a obránce Cannavaro dorazili do Realu, byl madridský klub tři roky bez mistrovského titulu díky barcelonskému rivalovi. Émerson ve španělské La Lize debutoval hned 1. kolo doma proti Villarrealu, zápas skončil 0:0.
Capello na něj spoléhal ve středu pole podobně jako, když jej vedl v Juventusu a Římě. Uprostřed záložní řady jej obvykle doplňovali Mahamadou Diarra anebo Guti. Důležité vítězství (2:0) si Real připsal doma proti Barceloně 22. října 2006.
V listopadovém zápase proti Celtě Vigo dal svou první branku, když se hlavou prosadil po rohovém kopu, Real ale doma překvapivě prohrál 1:2.
Celkem zasáhl do 28 utkání La Ligy včetně posledního kola doma proti Mallorce. Po prvním poločase Real prohrával 0:1, k jistotě titulu ale potřeboval vyhrát. Capello o přestávce stáhl Émersona a nahradil jej Gutim, byl to ale nakonec jiný střídající, Reyes, kdo dvěma brankami otočil na konečných 3:1.
Real tak vyhrál titul poprvé od roku 2003.

### AC Milán
Po vyhazovu trenéra Capella přišel na jeho místo Bernd Schuster, který s Émersonem nepočítal, ten tak zamířil zpátky do Itálie, tentokrát do AC Milán.
V milánském klubu strávil dvě sezóny, ale jeho čas na hřišti byl minimální a většinou zůstal na lavičce. V dubnu 2009 se s klubem domluvil na rozvázání smlouvy.

## Přestupy
- z Grêmio Foot-Ball Porto Alegrense do Bayer 04 Leverkusen za 3 500 000 Euro
- z Bayer 04 Leverkusen do AS Řím za 18 000 000 Euro
- z AS Řím do Juventus FC za 28 000 000 Euro
- z Juventus FC do Real Madrid za 16 000 000 Euro
- z Real Madrid do AC Milán za 5 000 000 Euro

## Hráčská statistika
| Sezóna  | Klub                | Liga             | Liga   | Liga | Ligové poháry | Ligové poháry | Ligové poháry | Kontinentální poháry | Kontinentální poháry | Kontinentální poháry | Celkem | Celkem |
| Sezóna  | Klub                | Soutěž           | Zápasy | Góly | Soutěž        | Zápasy        | Góly          | Soutěž               | Zápasy               | Góly                 | Zápasy | Góly   |
| ------- | ------------------- | ---------------- | ------ | ---- | ------------- | ------------- | ------------- | -------------------- | -------------------- | -------------------- | ------ | ------ |
| 1994    | Grêmio FBPA         | Série A          | 18     | 2    | BP            | 6             | 0             | -                    | 0                    | 0                    | 24     | 2      |
| 1995    | Grêmio FBPA         | Série A          | 11     | 1    | BP            | 1             | 0             | PO                   | 0                    | 0                    | 12     | 1      |
| 1996    | Grêmio FBPA         | Série A          | 25     | 5    | BP            | 5             | 0             | PO+JAS               | 4+1                  | 0                    | 35     | 5      |
| 1997    | Grêmio FBPA         | Série A          | 0      | 0    | BP            | 7             | 0             | PO                   | 9                    | 0                    | 16     | 0      |
| 1997/98 | Bayer 04 Leverkusen | Bundesliga       | 25     | 1    | NP+NS         | 3+1           | 0             | LM                   | 9*                   | 4*                   | 38     | 5      |
| 1998/99 | Bayer 04 Leverkusen | Bundesliga       | 28     | 5    | NP+NS         | 1+1           | 0             | LM                   | 3                    | 0                    | 33     | 5      |
| 1999/00 | Bayer 04 Leverkusen | Bundesliga       | 29     | 5    | NP            | 0             | 0             | LM+UEFA              | 6+2                  | 0                    | 37     | 5      |
| 2000/01 | AS Řím              | Serie A          | 13     | 3    | IP            | 0             | 0             | UEFA                 | 1                    | 0                    | 14     | 3      |
| 2001/02 | AS Řím              | Serie A          | 28     | 5    | IP            | 2             | 0             | LM                   | 11                   | 2                    | 41     | 7      |
| 2002/03 | AS Řím              | Serie A          | 31     | 2    | IP            | 6             | 3             | LM                   | 11                   | 1                    | 48     | 6      |
| 2003/04 | AS Řím              | Serie A          | 33     | 3    | IP            | 1             | 0             | UEFA                 | 8                    | 2                    | 42     | 5      |
| 2004/05 | Juventus FC         | Serie A          | 33     | 2    | IP            | 0             | 0             | LM                   | 11*                  | 1*                   | 44     | 3      |
| 2005/06 | Juventus FC         | Serie A          | 34     | 2    | IP+IS         | 3+1           | 0             | LM                   | 9                    | 1                    | 47     | 3      |
| 2006/07 | Real Madrid         | Primera División | 27     | 1    | ŠP            | 0             | 0             | LM                   | 6                    | 0                    | 33     | 1      |
| 2007/08 | AC Milán            | Serie A          | 15     | 0    | IP            | 2             | 0             | LM+ES+MSK            | 3+1+1                | 0                    | 22     | 0      |
| 2008/09 | AC Milán            | Serie A          | 12     | 0    | IP            | 1             | 0             | UEFA                 | 5                    | 0                    | 18     | 0      |
| 2009    | Santos FC           | Série A          | 6      | 0    | -             | 0             | 0             | -                    | 0                    | 0                    | 6      | 0      |
| Celkově | Celkově             | Celkově          | 368    | 37   | -             | 41            | 3             | -                    | 101                  | 11                   | 510    | 51     |

Poznámky
- i s předkolem.

## Úspěchy

### Klubové
- - 1× vítěz brazilské ligy (1996)
  - 2× vítěz provincie Mineiro (1995, 1996)
  - 1× vítěz italské ligy (2000/01)
  - 1× vítěz španělské ligy (2006/07)
  - 2× vítěz brazilského poháru (1994, 1997)
  - 1× vítěz italského superpoháru (2001)
  - 1× vítěz evropského superpoháru (2007)
  - 1× vítěz mistrovství světa klubů (2007)
  - 1× vítěz pohár osvoboditelů (1995)
  - 1× vítěz Recopa Sudamericana (1996)

### Reprezentace
- - 2× na MS (1998 – stříbro, 2006)
  - 2× na Jihoamerickém poháru (1999 – zlato, 2001)
  - 3× na Konfederačním poháru (1999 – stříbro, 2003, 2005 - zlato)